# Lajos Simicska
Lajos Simicska (geboren 28. Januar 1960 in Székesfehérvár) ist ein ungarischer Unternehmer.

## Leben
Lajos Simicska machte 1979 in Székesfehérvár die Matura. Er begann ein Jurastudium an der
Eötvös-Loránd-Universität in Budapest, es ist nicht bekannt, ob er es abschloss. Während des Studiums wohnten der drei Jahre jüngere Viktor Orbán und er im Studentenwohnheim „Bibó Szakkollégium“. 1988 gehörte er zu den Unterstützern der Bürgerrechtsbewegung und späteren Partei Fidesz. 1993 wurde er Schatzmeister der Partei. Zwischen 1998 und 1999 war er während der ersten Regierungszeit Orbáns Leiter der staatlichen Finanzbehörde „Adó- és Pénzügyi Ellenőrzési Hivatal“ (ÁPEH, Amt für Steuer- und Finanzprüfung). Nach seinem Rückzug erschien er fast nicht mehr in der Öffentlichkeit, sondern baute in den Folgejahren ein Firmenimperium unter anderem aus dem privatisierten Ausrüstungs- und Bauunternehmen Közgép und der Werbefirma „Mahir Cityposter“ auf. Zum Unternehmen gehören auch der Fernsehsender Hír Televízió, die Zeitung Magyar Nemzet und möglicherweise auch der Sender TV2, wobei die Besitz- und Einflussverhältnisse wenig durchschaubar sind.
Simicska war der wichtigste Geldgeber der Fidesz, als diese zwischen 2002 und 2010 in der parlamentarischen Opposition war. Umgekehrt profitierte er von den EU-geförderten Straßenbauprojekten, als Orbán 2010 erneut die Regierung bildete. Nach Beginn der dritten Regierungszeit Orbáns im Mai 2014 kam es zu Störungen im Verhältnis der beiden, da Orbán als Minister für Nationale Entwicklung Miklós Seszták berief, um die Vergabe öffentlicher Bauaufträge neu zu ordnen. Dieser kündigte an, Baufirmen für Pfusch im Straßenbau haftbar zu machen, falls die EU ihre Fördermittel zurückfordere. Im Februar 2015 kam es zum öffentlichen Bruch, da die Regierung Orbán die privaten Medienunternehmen einer Sondersteuer unterziehen und die Vergabe der öffentlichen Werbeaufträge neu regeln wollte. Die Chefredakteure der von Simicska kontrollierten Medien Hír TV, Lánchíd Rádió und Magyar Nemzet traten aus Solidarität mit Orbán zurück. Seither kritisiert Simicska die Regierungspolitik, dabei keine Beleidigungsfloskel (geci), die die  ungarische Sprache bietet, auslassend.
Im Juni 2016 gab Simicska das Budapester Anzeigenblatt Metropol auf, da er gegen das von Árpád Habony in Orbáns Auftrag gelaunchte Anzeigenblatt Lokál keine Konkurrenzmöglichkeit sehe.
Im April 2018 wurde bekannt, dass Simicska auch das Lanchid-Radio und die Zeitung Magyar Nemzet einstellen wird. Der Grund seien finanzielle Probleme.